# 戴仲川
戴仲川（1965年7月—），福建南安人，汉族，中华人民共和国政治人物、第十二届全国人民代表大会福建地区代表。

## 生平
毕业于厦门大学国际贸易专业。1997年1月加入中国民主建国会。担任华侨大学法学院副院长，民建福建省委副主委、民建泉州市委主委，中国国际法学会理事，福建省法学会常务理事。
2008年起担任全国人大代表。2013年，担任全国人大代表。擔任全國人大代表期間，所提出的代表议案和建议超過兩百件。2015年，受聘为福建省人大常委会立法咨询专家。
2022年1月，擔任泉州市政协副主席。